# 一里塚碑
一里塚碑（いちりづかひ）は、福井県福井市稲多新町にある石碑。

## 概要
一里塚碑は江戸時代前期の1604年頃に建てられたものである。地籍はもとより稲多であったが、場所を移して現地にある。
全国諸街道の一里毎に、その標として道端に築いた塚で、その上に樹木を植え、旅人は里数を知り、かつ夏季には、その陰に身を休めたものである。
上りは加賀口（松本町）、下りは南横地にある。